# Currency Adjustment Factor
Der Currency Adjustment Factor (CAF) ist ein Begriff aus der Linienschifffahrt.
Er ist ein prozentualer Zuschlag, der auf die Seefracht laut Tarif erhoben wird, um finanzielle Verluste durch Wechselkursschwankungen auszugleichen.
Neben allgemeinen Zuschlägen um die Wechselskursschwankungen zwischen der Tarifwährung und dem in der Seeschifffahrt allgemein als Leitwährung dienenden US-Dollar, gibt es auch spezielle Zuschläge für bestimmte Ziele, wenn deren lokale Währungen sich im Wert stark verändern und sich damit die Umschlagskosten erhöhen.